# Diecéze Prato
Diecéze Prato (latinsky Dioecesis Pratensis) je římskokatolická diecéze v italské oblasti Toskánsko, která tvoří součást Církevní oblasti Toskánsko. Je sufragánní vůči arcidiecézi florentské.

## Stručná historie
Obec (pieve) Sna Stefano di Prato je doložena v 10. století, i když je zřejmě starší. Obec byla původně podřízena biskupu pistojskému, v roce 1133 papež Inocenc II. podřídil farnost bezprostředně Svatému Stolci. Pokus o založení diecéze v 15. století nebyl úspěšný, následně roku 1463 papež Pius II. povýšil kolegiátní kostel sv. Štěpána na proboštství nullius dioecesis. Dne 22. září 1653 papež Inocenc X. zřídil samostatnou diecézi Prato, sufragánní vůči arcidiecézi florentské. 